# Narcisse Berchère
Narcisse Berchère né le 11 septembre 1819 à Étampes et mort le 20 septembre 1891 à Asnières-sur-Seine est un peintre et graveur français.

## Biographie
Peintre orientaliste, Narcisse Berchère est élève aux Beaux-Arts de Paris et effectue de longs voyages en Provence et en Espagne en 1847. Spécialisé dans le paysage, il visite l'Égypte, l'Asie mineure et l'Archipel grec en 1849-1850 et expédie de Grèce ses premières toiles au Salon.
En 1856, il revient en Égypte et traverse le désert du Sinaï avec son ami Léon Belly. Les deux peintres, accompagnés de Jean-Léon Gérôme et d'Auguste Bartholdi, remontent ensuite la vallée du Nil de juillet à octobre 1856. 
Ferdinand de Lesseps confie en 1860 une mission à Berchère, celle de retracer en peinture les différentes étapes du percement du canal de Suez. C'est à cette époque qu'il expédie à Eugène Fromentin de nombreuses lettres qui seront publiées en 1863. 
En 1869, il est invité à l'inauguration du canal de Suez. 
Certaines de ses œuvres sont conservées au musée municipal d'Étampes (Essonne).

## Œuvres dans les collections publiques
- Narbonne,  Musée des Beaux-Arts de Narbonne.
  - Attente à l'embarquement[1]
- Reims, musée des Beaux-Arts :
  - Campement arabe, huile sur bois, 17,6 × 32,3 cm[2] ;
  - Un gourbi, huile sur bois, 24,3 × 32,5 cm[3] ;
  - Rue du Caire, entre 1849-1860, aquarelle, rehauts de gouache blanche sur papier, 23,4 × 14,6 cm.
- Tours, musée des Beaux-Arts :
  - Sakieh sur les bords du Nil, huile sur toile, 71 x 110 cm[4].
  - Paysage, huile sur bois, 45,8 x 37,4 cm[5].

## Publication
- Le désert du Sinaï, cinq mois dans l'isthme, 1863.

Œuvres de Narcisse Berchère
Attente à l'embarquement, musée d'Art et d'Histoire de Narbonne.
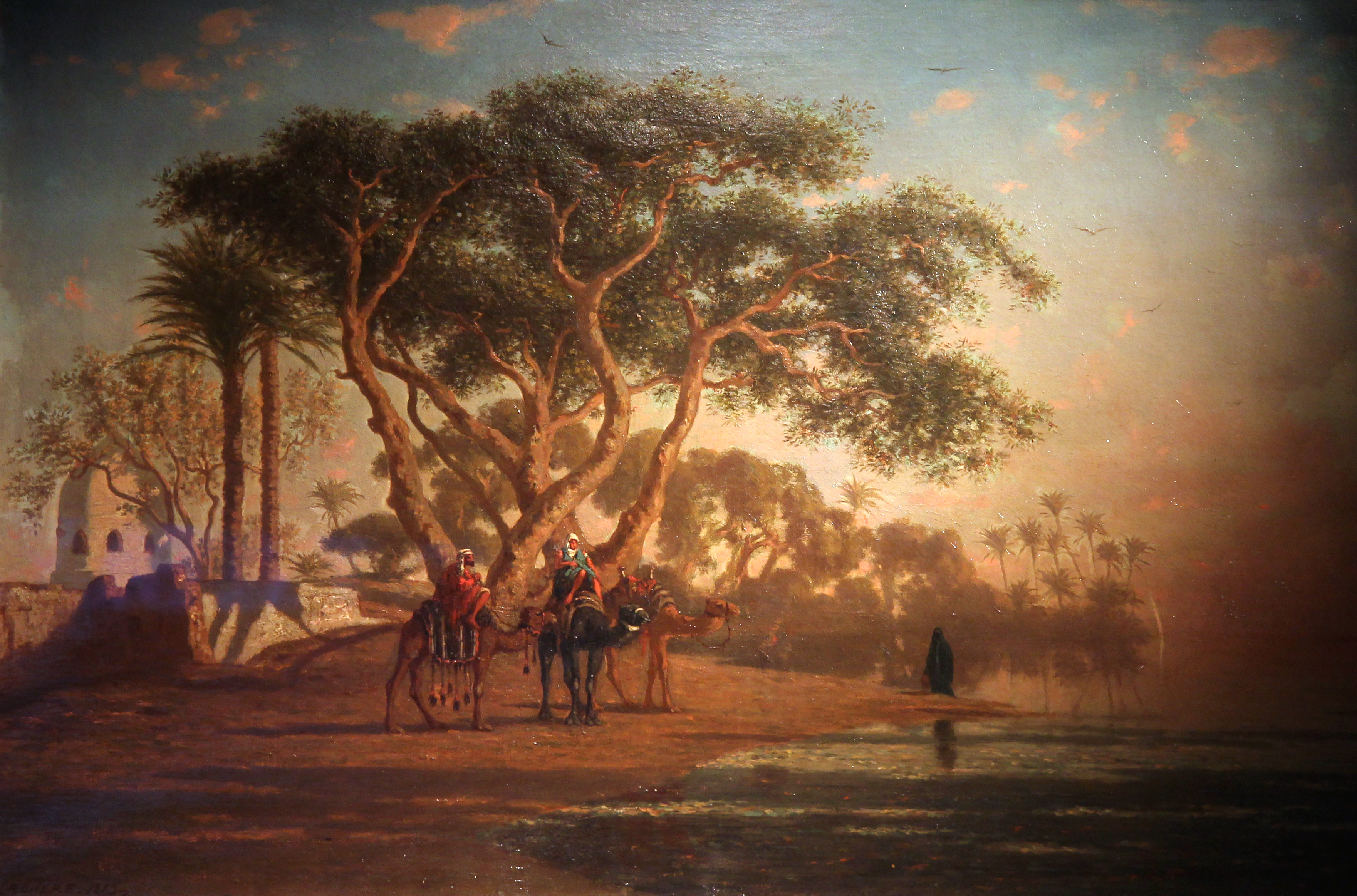
Oasis arabe (1853), Paris, musée du Quai Branly - Jacques-Chirac.